# Váralja
Váralja is een plaats (község) en gemeente in het Hongaarse comitaat Tolna. Váralja telt 968 inwoners (2006).